# 大学改革支援・学位授与機構
独立行政法人大学改革支援・学位授与機構（だいがくかいかくしえん・がくいじゅよきこう、英: National Institution for Academic Degrees and Quality Enhancement of Higher Education）は、文部科学省所管の独立行政法人。国内唯一の大学以外で学位を授与する機関であり、大学評価機関でもある。

## 概要
所在地は、東京都小平市の一橋大学小平国際キャンパス内。平成3年7月に創設された。独立行政法人大学改革支援・学位授与機構法を根拠とする。
第一の責務は、大学（短期大学を除く。以下同じ）以外で学位を授与する国内唯一の機関「学位授与機構」としてである。機構の発足により、高等専門学校や短期大学の専攻科を所定の学習を修めて修了した者や、高等専門学校や短期大学を卒業したり、大学に2年以上在学して中退した後に他大学で所定の単位を修得して学習を修めた者など、大学卒業と同等の水準にあると認められる者に対し学位を授与する途が開かれた。また認定を受けた省庁大学校において、学部相当の課程の修了者には申請により学士の学位が、大学院相当の課程の修了者には審査を経て修士・博士の学位が与えられる。
「学校や教育機関から授与されるものではない」事もあり、この点がしばしば誤解されがちではあるが、中卒認定や高卒認定とは性格を異にするものであり、大卒認定ではない（そもそも学位には認定という概念自体が存在しない）。なぜならば中学高校とは異なり、大学（学部・大学院）は学位という学者としてのある種の階級・称号を授与する機関であるためである（日本の法律では学位を授与出来るのは大学または学位授与機構と定められている）。
なお現状では、学位である短期大学士の授与や、称号である準学士・専門士・高度専門士の贈与は行なっていない。また各都道府県の教育委員会において、当機構のような責務で高等学校卒業を認定する機関はない（高卒認定は「高卒程度の認定」である点に注意されたい）。
第二の責務は、大学評価機関（アクレディテーション機関）としてである。根拠法によれば、「大学等の教育研究活動の状況についての評価等を行うことにより、その教育研究水準の向上を図るとともに、大学以外で行われる高等教育段階での様々な学習の成果を評価して学位の授与を行うことにより、 多様な学習の成果が適切に評価される社会の実現を図り、もって我が国の高等教育の発展に資することを目的とする（法3条）。」とある。さらに、高等教育質保証機関国際ネットワーク（INQAAHE）やアジア太平洋質保証ネットワーク（APQN）の加盟機関として、海外の大学評価・質保証組織との相互理解や交流促進の取り組みを行っている。

## 業務
- 大学等の教育研究水準の向上に資するため、大学等の教育研究活動等の状況について評価を行い、 その結果について、当該大学等およびその設置者に提供し、ならびに公表する「認証評価事業」
- 学校教育法に定めるところにより、学位（学士、修士、博士）を授与する「学位授与事業」
- 大学等の教育研究活動等の状況についての評価に関する調査研究および学位の授与を行うために必要な学習の成果の評価に関する調査研究を行う「大学評価及び学位授与に関する調査研究事業」
- 大学等の教育研究活動等の状況についての評価に関する情報および大学における各種の学習の機会に関する情報の収集、整理および提供を行う「大学等に関する情報収集・整理・提供事業」
- 文部科学省の国立大学法人評価委員会からの要請に基づき、国立大学および大学共同利用機関の教育研究活動に関する評価を行い、その結果について、国立大学法人評価委員会および当該評価の対象となった国立大学または大学共同利用機関に提供し、ならびに公表する「国立大学法人評価事業」

## 沿革
平成3年の大学設置基準の大改正により大学の自己点検・評価の必要性が示され、平成10年の大学審答申で国立大学を対象とした第三者評価機関の設立が提言されたことにより、平成12年に改組拡充が図られ大学評価・学位授与機構として発足した。

### 年表
1986年臨時教育審議会「教育改革に関する第二次答申」において、生涯学習体系への移行の観点から、学位授与機関の創設について検討することが提言され、1989年大学審議会大学院部会・大学教育部会の審議概要の報告において、学位授与機関を創設する必要があると提言されたことを受けて、1990年総合研究大学院大学に学位授与機関創設調査室および学位授与機関創設調査委員会が設置された。1991年学位授与機構の設置を規定した「国立学校設置法及び学校教育法の一部を改正する法律（平成3年法律第23号）」公布、施行。1991年7月学位授与機構が設置された。
- 1991年 国立学校設置法に基づく機関として東京工業大学長津田キャンパス内に学位授与機構設置。
- 2000年 学位授与機構を大学評価・学位授与機構に改組。同時に筑波大学大塚地区へ移転。
- 2002年 大学評価結果の初公表。
- 2003年 東京都小平市にある一橋大学小平国際キャンパス内の新庁舎に移転。
- 2004年 独立行政法人化に伴い、独立行政法人大学評価・学位授与機構が発足。
- 2016年 国立大学財務・経営センターとの統合により独立行政法人大学改革支援・学位授与機構が発足。

### 独立行政法人整理合理化
2007年12月24日に閣議決定された「独立行政法人整理合理化計画」に基づいて、独立行政法人国立大学財務・経営センターと統合し、2010年4月に独立行政法人大学改革支援・学位授与機構が発足することを内容とする法案が2009年1月30日に閣議決定され、同日国会に提出されたが、国会審議の過程でこの統合部分は削除する旨の修正案が提出され、可決された。このため、統合は当分行われないこととなった。
その後2011年9、10月の行政刷新会議に基づいて、2012年1月20日「独立行政法人の制度および組織の見直しの基本方針」が閣議決定された。
方針によれば大学入試センターと大学評価・学位授与機構については平成26年4月に大学連携型法人として統合し、廃止される国立大学財務・経営センターの業務の一部を承継することとし、さらに日本学生支援機構についてはその機能を整理した上で統合後の法人への統合、事務・事業の他の主体への一部移管等、その具体的な在り方について平成24年夏までに結論を得ることとなった。
最終的に、2014年8月29日の行政改革推進本部決定を経て法律改正が行われ、2016年4月から国立大学財務・経営センターとの統合が決定した。統合後の名称は「独立行政法人大学改革支援・学位授与機構」。

## 組織
2024年10月現在

### 機構長
- 服部泰直（2024年4月1日 - 、前 島根大学学長）

### 理事
- 光石衛（令和4年4月2日	- 、元 東京大学大学執行役・副学長、前 東京大学大学院工学系研究科教授）
- 西田憲史（令和6年4月1日 - 、前 九州大学理事・事務局長）

### 監事
- 小笠原直（非常勤）（2016年4月1日 - 、監査法人アヴァンティア法人代表 代表社員、元独立行政法人国立大学財務・経営センター監事（非常勤））
- 前田裕子（非常勤）（2024年9月1日 - 、株式会社セルバンク取締役、長野大学理事、公立大学法人大阪監事（非常勤））

### 過去の機構長
- 田中郁三 初代機構長（1991年7月1日 - 1998年3月31日、元 東京工業大学学長）
- 木村孟 第2代機構長（1998年4月1日 - 2009年3月31日、元 東京工業大学学長）
- 平野眞一 第3代機構長（2009年4月1日 - 2012年3月31日、元 名古屋大学総長）
- 野上智行 第4代機構長（2012年4月1日 - 2016年3月31日、元 神戸大学学長）
- 福田秀樹 第5代機構長（2016年4月1日 - 2024年3月31日、元 神戸大学学長）

## 評価事業
以下の事業の他に、評価に関する情報提供やシンポジウム・セミナーの開催なども行っている。

### 認証評価
- 大学機関別認証評価
- 高等専門学校機関別認証評価
- 法科大学院認証評価

### 選択評価
- 大学機関別選択評価

### 国立大学教育研究評価
大学改革支援・学位授与機構は、国立大学法人法第31条の3の規定に基づき、国立大学法人評価委員会からの要請により、国立大学法人および大学共同利用機関法人の中期目標期間における業務の実績のうち、教育研究の状況についての評価を実施する。

## 学位授与事業
大学改革支援・学位授与機構における主な事業のひとつである学位授与事業は、省庁大学校卒業者、修了者を対象とする学位授与および短期大学・高等専門学校卒業生等を対象とする学位授与からなる。
- 平成3年度から令和元年度までの29年間で累計87,428人に学位を授与している[7]。
- 年度ごとの学士の学位授与者数は約3,400～3,700人で推移している[7]。これは、大学単体では国立大学で最大の大阪大学[8] を上回る数字であり、年間で55万人超になる近年の大学卒業者数の約0.6%にあたるまでの規模となっている[9]。

同様の制度はイギリスの全国学位授与審議会（CNAA）、アイルランドの高等教育訓練資格評議会（HETAC）などがある。

### 機構認定の教育施設（各省庁大学校）の課程修了者への学位授与（学士、修士、博士）
以下の学部相当の課程の卒業者は、申請により学士の学位が授与される。大学院相当の課程の修了者は、申請論文の審査および試験に合格することにより、修士あるいは博士の学位が授与される。
防衛大学校本科・研究科（前期課程・後期課程）
学士（人文科学）、学士（社会科学）、学士（理学）、学士（工学）、修士（理学）、修士（工学）、修士（安全保障学）、博士（理学）、博士（工学）
防衛医科大学校医学科・看護学科・医学研究科
学士（医学）、学士（看護学）、博士（医学）
水産大学校本科・研究科
学士（水産学）、修士（水産学）
海上保安大学校本科
学士（海上保安）
気象大学校大学部
学士（理学）
職業能力開発総合大学校総合課程・長期養成課程職業能力開発研究学域
学士（生産技術）、修士（生産工学）
国立看護大学校看護学部・研究課程部（前期課程・後期課程）
学士（看護学）、修士（看護学）、博士（看護学）

### 短期大学・高等専門学校卒業者等を対象とする単位積み上げ型の学士の学位授与（学士）
| 種類               | 専攻分野   | 備考                       |
| ------------------ | ---------- | -------------------------- |
| 学士（文学）       | 文学       |                            |
| 学士（教育学）     | 教育学     |                            |
| 学士（神学）       | 神学       |                            |
| 学士（社会学）     | 社会学     |                            |
| 学士（教養）       |            |                            |
| 学士（学芸）       |            |                            |
| 学士（社会科学）   | 社会科学   |                            |
| 学士（法学）       | 法学       |                            |
| 学士（政治学）     | 政治学     |                            |
| 学士（経済学）     | 経済学     |                            |
| 学士（商学）       | 商学       |                            |
| 学士（経営学）     | 経営学     |                            |
| 学士（理学）       | 理学       |                            |
| 学士（薬学）       | 薬学       | 平成21年度で授与を廃止。   |
| 学士（薬科学）     | 薬科学     | 平成22年度より授与を開始。 |
| 学士（看護学）     | 看護学     |                            |
| 学士（保健衛生学） | 保健衛生学 |                            |
| 学士（針灸学）     | 鍼灸学     |                            |
| 学士（口腔保健学） | 口腔保健学 | 平成20年度より授与を開始。 |
| 学士（柔道整復学） | 柔道整復学 | 平成26年度より授与を開始。 |
| 学士（栄養学）     | 栄養学     |                            |
| 学士（工学）       | 工学       |                            |
| 学士（商船学）     | 商船学     |                            |
| 学士（農学）       | 農学       |                            |
| 学士（水産学）     | 水産学     |                            |
| 学士（家政学）     | 家政学     |                            |
| 学士（芸術学）     | 芸術学     |                            |
| 学士（体育学）     | 体育学     |                            |
| 学士（芸術工学）   | 芸術工学   |                            |

主に短期大学卒業者や高等専門学校卒業者のうち、一定の基礎資格を満たす者は学士を申請することができ、審査、試験に合格すれば、学士の学位が授与される。
基礎資格は短期大学ないし高等専門学校を卒業している者、大学に2年以上在学して62単位以上を取得している者、大学への編入資格のある専門学校（2年制以上）を卒業している者および同じく大学への編入資格のある高等学校（中等教育学校の後期課程および特別支援学校の高等部を含む。）の専攻科の課程を修了した者である。なお、この大学学部に在籍している者が学位を申請することは認められていないが、既に大学学部を卒業して当該大学において学士の学位を授与された者であっても、大学改革支援・学位授与機構に学士の学位を申請すること、および大学院修士課程、博士課程、専門職大学院などに在籍している者が学士の学位を申請することは可能である。
申請受付は現在、4月と10月の年2回行われている。申請者は一回にひとつの学位を申請することができる。なお、学位を申請しようとする者は、申請する学位の授与に必要な単位を修得した上で、学位審査料32000円を納付し、申請書類、学修成果(レポート。ただし芸術学の場合は作品でもよい)を期限までに提出し、小論文試験（作品を提出した場合は面接試験）を受けなければならない。修得単位の審査および学修成果、試験の何れも可の判定を受けた場合に「合」とされて学士の学位が授与される。
審査に合格した場合には学位記が送付される。審査に不合格の場合、再審査を受けることができる。不合格時の条件によっては修得単位の審査か学修成果・試験の審査のいずれかが免除されることもある。なおその際は再び学位申請料を納めなければならない。
学位を申請する場合に必要な書類は以下の通りである。
- 学位授与申請書
- 学位審査手数料受付証明書
- 基礎資格を有することの証明書
- 単位取得状況申告書
- 単位修得証明書
- 学修成果(レポートまたは作品)5部
- 学修成果の要旨または説明書5部
- 住民票の写し
- 受験票・写真表・到着お知らせはがき
- (見込み申請の場合)見込み申請継続許可書
- (再申請)(見込み申請継続)判定結果証明書

取得した学位を証明する際には、同機構の発行する学位記ないし学位取得証明書を以て行うことができる。学位記は合格後、再発行されないが、学位取得証明書は随時発行が可能である。
学位を申請する際、他大学において取得した専攻分野の学位を大学改革支援・学位授与機構で再び取得することは可能であるが、大学改革支援・学位授与機構から同一の専門区分で学士の学位を二度にわたり授与されることはできない。ただし、同じ専攻分野であっても専攻区分が異なる場合は申請が可能である。例えば、学士(文学)の学位を請求する場合、専攻区分を歴史学で取得した場合は歴史学では二度と申請できないが、その他の専攻区分（たとえば国語国文学や哲学など）であれば再び学士(文学)を申請して取得することが可能である。ただし、学位記および学位取得証明書にも専攻区分は明記されないので注意を要する。また、平成29年4月期以降、機構の学位授与事業で学位を取得後、再び機構に学位授与申請を行う場合、従前の学位取得時より専門科目を含む16単位を取得しなければならない。
なお、学位授与の申請において、何らかの不正が認められた場合、学位の授与は取り消され、学位記は返納しなければならない。

#### 本機構が授与する学士の学位
機構が授与する学士の学位は大学卒業者（大卒）と同等に正規の学位であり大学院入学試験や人事院規則上、大卒と同等と認定される。一定の要件を満たすことで教員免許の取得や各種の資格・免許を取得することも可能であり、多くの企業では大卒と同じ扱いとして採用・人事考課を行っている。もっとも、機構で学士の学位を取得したとしても、学歴上は大学卒業になるわけではなく、むしろ学位の取得方法の違いと捉えるとわかりやすい。つまり、大学卒業すなわち教育課程の修了による取得か、大学卒業と同等以上の学力があると文部科学大臣の定める基準で認められることでの取得かの違いに過ぎないといえる。
また、機構では申請者が大学等の科目等履修生として取得した単位をもとに、大学生と同等の学習をしているかを審査し、さらに学修成果の提出および小論文試験によってその達成度を審査の上、合格者にのみ学士の学位を授与している。一方で、大学卒業に必要な教育課程の修了要件として論文提出が必須でない場合も少なくなく、本来の学位の授与基準が学術上の能力であることを鑑みれば、機構による学士の学位の取得は、実質的に大卒と同じといえる。
- 学位取得者に対し同機構が推奨している学歴欄記入の例は「○年○月 学士（○○）の学位取得 独立行政法人大学改革支援・学位授与機構」[12]。

#### この制度で学位申請ができない者
- 基礎資格を有しない者
- 現在、大学学部に在籍する者[注釈 1]
- 同時に複数の申請をすることはできない。
- 既に大学改革支援・学位授与機構から受けた同一区分の学士の学位を申請することはできない。ただし、同じ専攻分野でも、以下のように専攻区分が異なる場合は同一の学位が申請可能である。
  - 文学(国語国文学、英語・英米文学、独語・独文学、仏語・仏文学、中国語・中国文学、ロシア語・ロシア文学、歴史学、哲学、心理学、宗教学)
  - 社会学(社会学、社会福祉学)
  - 教養または学芸(比較文化、地域研究、国際関係、科学技術研究)
  - 理学(数学・情報系、物理学・地学系、化学系、生物学系、総合理学)
  - 保健衛生学(検査技術科学、臨床工学、放射線技術科学、理学療法学、作業療法学、言語聴覚障害学)
  - 工学(機械工学、電気電子工学、情報工学、応用化学、生物工学、材料工学、土木工学、建築学、社会システム工学)
  - 口腔保健学(口腔保健衛生学、口腔保健技工学)
  - 芸術学(音楽、美術)